# Nikola Zivotic
Nikola Zivotic (* 26. Jänner 1996 in Wien) ist ein österreichischer Fußballspieler serbischer Abstammung.

## Karriere
Zivotic begann seine Karriere beim Post SV Wien. 2004 wechselte er zum SK Rapid Wien. 2006 ging er zum Stadtrivalen FK Austria Wien. Bei der Austria spielte er bis 2015 auch in der Akademie. Im August 2012 debütierte er gegen den SC Retz für die Zweitmannschaft in der Regionalliga.
Zur Saison 2016/17 wechselte er zum Bundesligisten SCR Altach. Sein Debüt in der Bundesliga gab er am zweiten Spieltag der Saison 2016/17 gegen den SK Rapid Wien, als er in Minute 82 für Martin Harrer eingewechselt wurde.
Im Juli 2017 wurde er an den Zweitligisten SC Wiener Neustadt verliehen. Nach dem Ende der Leihe löste er seinen Vertrag bei Altach auf und wechselte zum Zweitligisten SV Lafnitz. Zur Saison 2019/20 wechselte er zum Regionalligisten ASK Ebreichsdorf.